# Mizuko kuyō

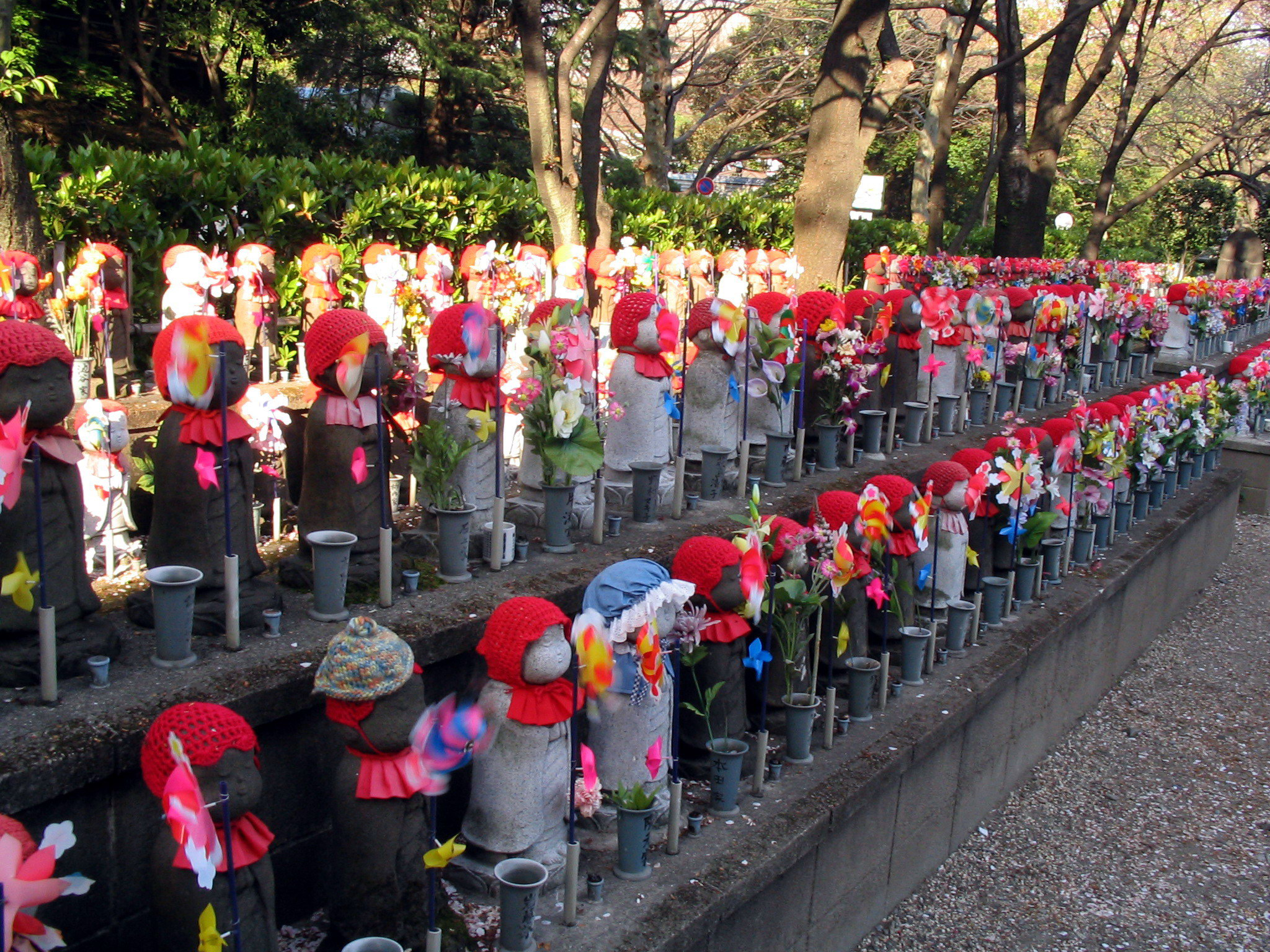
Statues de Jizō au temple Zojo-ji de Tokyo

Le mizuko kuyō (水子供養) ou « cérémonie à la mémoire de fœtus », est une cérémonie japonaise destinée aux femmes qui ont eu une fausse couche, un avortement ou une mortinaissance. Cette pratique s’est fortement développée depuis les années 1970 avec la création de temples spécifiquement destinés à ce rituel.

## Description
Ces rites se sont développés pour faire face au chagrin des parents, pour assurer le repos de l’âme du fœtus, ou pour éviter la vengeance de son esprit.
Le terme japonais mizuko (水子), prononcé suiji en sino-japonais et qui signifie mot-à-mot « enfant de l’eau », est utilisé en japonais pour désigner le fœtus sans vie. En japonais ancien, il signifiait également le très jeune enfant décédé et était à l’origine un kaimyō (戒名), nom posthume Le terme bouddhiste kuyō (供養), qui signifiait à l’origine l’offrande de don à un bonze signifie aujourd’hui une cérémonie mortuaire.
La cérémonie mizuko kuyō est l’occasion de faire des offrandes à Jizō un bodhisattva protecteur des enfants. Pendant l’époque d'Edo  la cérémonie se pratiquait également par les familles incapables de nourrir leurs enfants et qui étaient poussées par la famine à l’avortement et à l’infanticide.
De nos jours, la pratique du mizuko kuyō continue au Japon, mais sa relation avec la doctrine bouddhiste est devenue plus ténue. On trouve également des cérémonies mizuko kuyō en Corée et dans les communautés japonaises des États-Unis.
Le détail des cérémonies varie d’un temple à l’autre et d’une école bouddhique à l’autre. Dans certains temples, des statues de Jizō sont mises en vente. Celles-ci sont habillées de vêtements et de chapeaux rouges et exposées dans la cour du temple. Des analystes critiquent le comportement de certains temples, jouant sur la peur de beaucoup de Japonais que les esprits des morts ne viennent les tourmenter. D’autres considèrent que les temples ne font que satisfaire les besoins exprimés par les fidèles,.